# Flöttenbach
Der Flöttenbach ist ein etwa 9 km langer Nebenfluss des Eimbeckhäuser Baches in der Region Hannover und im Landkreis Hameln-Pyrmont in Niedersachsen.
Der Bach hat seine Quelle am Westhang des Deisters östlich von Eimbeckhausen, einem Ortsteil von Bad Münder am Deister, und nördlich von Springe (Region Hannover). Er fließt von dort in westlicher Richtung nördlich vorbei am Forsthaus Köllnischfeld, durch den Schmeergrund, nördlich vorbei am Forsthaus Hemschehausen und nach Eimbeckhausen im Deister-Süntel-Tal, das von den Höhenzügen des Deisters im Osten und des Süntels im Westen umgeben ist. Unterwegs fließen ihm zahlreiche andere Bäche zu.
Im Ortsbereich von Eimbeckhausen verläuft der Flöttenbach zeitweise parallel zur Landesstraße L 401. Er mündet an der Kreuzung Hauptstraße/Nordfeldstraße in den Eimbeckhäuser Bach. Dieser unterquert die B 442 und mündet nördlich vom Bahnhof in die Rodenberger Aue.